# Rio Dourados (vattendrag i Brasilien, Minas Gerais)
Rio Dourados är ett vattendrag i Brasilien.   Det ligger i delstaten Minas Gerais, i den sydöstra delen av landet, 290 km söder om huvudstaden Brasília.
Omgivningarna runt Rio Dourados är huvudsakligen savann. Runt Rio Dourados är det mycket glesbefolkat, med 7 invånare per kvadratkilometer.